# جی جی ردیک
جی جی ردیک (انگلیسی: JJ Redick؛ زادهٔ ۲۴ ژوئن ۱۹۸۴) بازیکن بسکتبال اهل ایالات متحده آمریکا است.
از فیلم‌ها یا برنامه‌های تلویزیونی که وی در آن نقش داشته‌است می‌توان به لاکپشتهای نینجای نوجوان جهشیافته: خارج از سایه‌ها اشاره کرد.
از باشگاه‌هایی که در آن بازی کرده‌است می‌توان به اورلندو مجیک، لس آنجلس کلیپرز، بسکتبال مردان دوک بلو دولز، میلواکی باکس، و فیلادلفیا سونتی‌سیکسرز اشاره کرد.